# 上田日差子
上田 日差子（うえだ ひざし、女性、1961年9月23日 - ）は、俳人。父の上田五千石、祖父の上田古笠も俳人。
静岡県生まれ。静岡英和女学院短期大学卒業。1977年より作句をはじめ、父・五千石に師事、「畦」入会。1997年、五千石の逝去により「畦」終刊。1998年3月、「ランブル」を創刊・主宰。五千石の詩精神を受け継ぎポエジーのある俳句を目指すと結社理念を掲げる。2011年、第三句集『和音』で第50回俳人協会新人賞受賞。作風は、伝統俳句を踏まえた手固い写生詠を中心としたものである。俳人協会幹事。

## 著書
- 句集『日差集』　牧羊社、1988年　ISBN 9784833309080
- 『子育ての十七音詩』　ふらんす堂、1998年　ISBN 9784894022324
- 句集『忘南』　花神社、1999年　ISBN 9784760215492
- 『ちきゅうにやさしいことば-季語と環境のすてきな関係』（イラスト・ささきみお）　明治書院、2009年　ISBN 9784625686016
- 句集『和音』　角川書店〈角川21世紀俳句叢書〉、2010年　ISBN 9784046522153